# Textrix pinicola
Textrix pinicola är en spindelart som beskrevs av Simon 1875. Textrix pinicola ingår i släktet Textrix och familjen trattspindlar. Inga underarter finns listade i Catalogue of Life.